# Зоран Кнежевић (политичар)
Зоран Кнежевић (13. фебруар 1948 — 12. септембар 2014) је био црногорски политичар.

## Рани живот и образовање
Зоран Кнежевић је рођен 13. фебруара 1948. године у СР Црној Гори, ФНРЈ. Дипломирао је на Правном факултету Универзитета у Београду 1971. године.
Кнежевић је био судија у Општинском суду, Суду за колективни рад и председавао је Окружном привредном суду у Титограду. Од 1989. до 1992. године био је замјеник градоначелника Општине Титоград, а градоначелник Подгорице од јануара 1993. до краја 1996. године.
Кнежевић је био члан Главног одбора Демократске партије социјалиста Црне Горе, а оснивач је просрпске Социјалистичке народне партије Црне Горе када је формирана 1998. године.
Био је министар правде СР Југославије од 20. марта 1997. до 12. августа 1999. и народни посланик Већа грађана Скупштине Југославије 1999. до избора 2000.
Након свргавања Слободана Милошевића 5. октобра 2000. године, Кнежевић је до априла 2003. био уредник Службеног листа СР Југославије, након чега је радио као адвокат у Београду.

## Смрт
Преминуо је у Београду 12. септембра 2014. године у 66. години живота, а сахрањен је 15. септембра 2014. године у Станисељићима у Љешанској нахији.